# 겔룩파

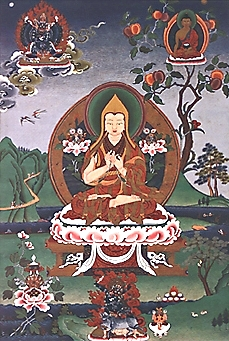

겔룩파(Gelug, 格魯派)는 티베트 불교의 종파 중 하나이다. 1409년에 까담파의 종카빠가 창시하였고, 한문으로 황교(黃敎)라고도 한다.
4대 활불(活佛)이 있어 겔룩파에서 높은 지위를 지니고 있으며, 티베트의 모든 불교도들의 숭배를 받는다. 4대 활불은 달라이 라마, 빤첸 라마, 창캬 후툭투, 제쮠담바 후툭투이다.

## 같이 보기
- 달라이 라마
- 티베트의 역사